# Pere Romeu Sunyer
Pere Romeu Sunyer (Barcelona, 1993) és un entrenador de futbol català. Es va incorporar al cos tècnic del Futbol Club Barcelona femení l'estiu del 2021 i, el 21 de juny de 2024, es va fer efectiu el seu nomenament com a tècnic del primer equip femení per a les dues temporades següents, en substitució de Jonatan Giráldez.
Abans de formar part de l'equip tècnic del Barça femení, va fer de segon entrenador del 2017 al 2019 al Futbol Base del Barcelona, al cadet A del 2019 al 2020 i a l'FC Viitorul Constanța de Romania la temporada 20-21.